# Peepel
Peepel era un software tipo escritorio virtual en el cual podíamos ejecutar algunas aplicaciones y utilidades disponibles.
Las aplicaciones con las que contaba eran Peepel Websheet, Peepel Calcultator y Peepel WebWriter, siendo un editor de hoja de cálculo, una simple calculadora y un procesador de textos.
Podíamos tener abiertas varias aplicaciones y utilidades simultáneamente, organizar nuestras ventanas y acceder rápidamente a cualquier aplicación activando su correspondiente ventana o a través de su especie de doc. Igualmente podíamos tener diferentes espacios de trabajo, y en cada uno de ellos poder tener diferentes aplicaciones abiertas, similar a un sistema multiescritorio en un sistema operativo.
Actualmente es un blog llamado "Peepel, Farms and Technology".